# Teacher self-efficacy
Teacher self-efficacy (česky osobně vnímaná zdatnost učitele) je vlastní představa učitele o jeho učitelských kompetencích. Nejde o skutečné kompetence, ale pouze o jejich interpretaci a reflexi. Učitelé, kteří vnímají svoji učitelskou zdatnost pozitivně, mají lepší předpoklady pro to, aby využili všech svých profesních vědomostí a dovedností. Osobně vnímaná zdatnost učitele je vnitřním regulátorem jeho činnosti a nemůže být posouzena pouhým pozorováním učitelova chování.
Pokud má učitel vyřešit určitou vyučovací situaci nebo problém, nejprve zhodnotí svoje profesní kompetence a svůj emocionální stav a poté podmínky vnějších faktorů vyučování. Zváží, jak těžké bude dosáhnout řešení tohoto problému a vše porovná s předchozími zkušenostmi. Na základě kognitivního zhodnocení potom dále postupuje k vyřešení problému. U nezkušených učitelů to může být problematické – zhodnocení může trvat delší dobu a nemusí být realistické. Pokud učitel svoji osobní zdatnost vnímá realisticky a pozitivně, může se snadněji dopracovat k požadovanému cíli.

## Konstrukt self-efficacy
Teacher self-efficacy je konstrukt, který byl vytvořen vedle původního konstruktu self-efficacy. Americký psycholog Bandura definuje self-efficacy jako sebedůvěru ve vlastní schopnosti, sebe-účinnost, sebeuplatnění, přesvědčení o vlastní způsobilosti plánovat a jednat způsobem nezbytným k dosažení nějakého cíle, zvládnutí nějaké situace či úkolu v nejširším slova smyslu.
Self-efficacy má dvě složky:
1. Očekávanou účinnost (efficacy belief)
2. Očekávaný výsledek (outcome expectancy)

Přesvědčení, že jedinec má schopnosti, znalosti a dovednosti pro dosažení požadovaného výsledku předchází fázi, kdy člověk hodnotí, zda jeho chování a konkrétní práce povedou k požadovanému výsledku. Učitel musí vnímat obě složky pozitivně.

## Úroveň učitelů a hodnocení teacher self-efficacy
Délka učitelské praxe je významným faktorem vnímání profesní zdatnosti. Studenti pedagogických fakult mají o něco málo vyšší sebehodnocení než učitelé s praxí do pěti let. Studenti učitelství mají mnohdy nereálné hodnocení svojí zdatnosti a poté, při nástupu do profese, se mnohdy setkávají se šokem z reality. Začínající učitelé teprve budují učitelskou identitu a zkoušejí různé strategie a metody. Nejvyšší skóre teacher self-efficacy uvádějí učitelé experti s praxí nad pět let.

## Jak pomoci k dobrému teacher self-efficacy
Podle teorie Bandury pomohou zlepšit rozvoj teacher self-efficacy čtyři oblasti podnětů:
1. Situace, kdy učitel uplatňuje předchozí úspěšný postup řešení (Mastery teaching experiences)
2. Pozorování efektivního pracovního výkonu svých kolegů (Vicarious experience)
3. Emocionální podpora a persuaze od kolegů (Social persuasion)
4. Pozitivní fyziologický a emocionální stav ovlivňující hodnocení self-efficacy (Physiological and emotional states)[6]

## Dobré ohodnocení teacher self-efficacy a syndrom vyhoření
Profese učitele může být velmi stresující. Pokud se učitel rozhoduje opustit učitelskou profesi, je to často na základě pracovního vyčerpání, které může pramenit z nedostatku pracovních úspěchů, problémového chování žáků, nedostatečné soudržnosti s pracovním kolektivem a časového presu.
Syndrom vyhoření se skládá ze tří faktorů:
1. Emocionální vyčerpání
2. Pocity cynismu
3. Pocity nedostatečnosti[8]

Pozitivní školní klima a dobré hodnocení vnímané zdatnosti učitele je předpokladem pracovní spokojenosti. Existuje vztah mezi syndromem vyhoření a negativním ohodnocením vnímané zdatnosti učitele. Stále však platí, že rozhodující jsou individuální faktory a vlastnosti daného jedince. Self-efficacy může ovlivnit pracovní spokojenost, protože jedinci s lepším ohodnocením vlastní zdatnosti se lépe vyrovnávají s obtížnými situacemi, lépe dosahují vytyčených cílů, jsou vytrvalejší a díky tomu přicházejí k zadostiučinění ze své práce.

## Kolektivní teacher self-efficacy
Učitelská profese nezahrnuje jenom individuální práci ve smyslu vyučování ve třídě. Učitel vstupuje do širokého kontextu odborných a sociálních interakcí s ostatními členy učitelského sboru. U učitele se rozvíjí vnímaná profesní zdatnost učitelského kolektivu. Vnímaná profesní zdatnost učitelského kolektivu je přesvědčení o jeho schopnostech úspěšně vykonávat vzdělávací činnost. Jedná se o vnímání učitelského sboru jako celku, jehož zdrojem je např. úspěšnost školy a pozitivní zpětná vazba od žáků, rodičů nebo médií. K jeho budování přispívá dobré klima, humor a pohoda ve sboru.

## Vliv teacher self-efficacy na žáka
Žáka neovlivňuje pouze to, co učitel říká, ale i to, jak se chová. Kompetence učitele nezávisí pouze na jeho schopnosti něco předávat, ale i na jeho víře ve schopnost toto předávat. Teacher self-efficacy podmiňuje snahu, účel a chuť učit se. Vysoké ohodnocení má dobrý vliv na žáka, protože ho motivuje k práci a učení. Učitel je nejdůležitějším článkem ve vzdělávacím systému, zastává vedoucí úlohu v předávání nejen učiva, ale i kulturních, sociálních a morálních hodnot. Učitelovo nadšení pro práci a dobré ohodnocení self-efficacy jsou důležitým faktorem pro žákovu motivaci k předmětu, záměr učit se a porozumět předmětu. Takovýto učitel se nebojí zavádět ve výuce inovace, podněcovat u žáků nové nápady a podporovat je ve vlastní autonomii, aby se nebáli řešit složitější úlohy.

## Měření teacher self-efficacy
Pro hodnocení a měření teacher self-efficacy se používají škálové sebehodnotící dotazníky. Mezi nejznámější patří Teacher efficacy scale od Gibsonové, která obsahuje třicet položek, kde učitel vybírá ze škály šesti bodů – od „zcela nesouhlasím“ po „zcela souhlasím“. Obsahuje položky, které hodnotí výše uvedené vlastnosti vnímané účinnosti. Tento dotazník funguje již od roku 1983 a pro některé výzkumy nebyl dostačující. Vznikají tedy jeho četné modifikace.